# 鈴木Mehran
鈴木Mehran乃是自1989年至2019年之間由巴基鈴木公司（日本鈴木公司位於巴基斯坦的子公司）組裝製造的輕型掀背車，其原型為第二代鈴木Alto，並且僅限巴基斯坦販售。

## 概要與歷史
鈴木Mehran的前身當屬「鈴木FX 800」，1982年9月起後者以第五代Fronte為原型，配置796c.c.直列三缸SOHC F8B型引擎。1989年巴基鈴木公司以第二代Alto為原型車換牌成鈴木Mehran，上市時售價僅9萬盧比左右。由於巴基斯坦小型車市場的壟斷特性，消費者在此價格區間毫無其他選擇，故此車款成為同級車銷售第一。
這款車雖然在巴國是銷售常勝軍，價格逐年調漲（2016年元月基本款的官方建議售價為63萬盧比），可是機械構造和安全配備仍停留在1980年代：化油器、板葉彈簧式（leaf spring）懸吊系統、沒有安全氣囊和ABS防鎖死煞車系統，甚至沒有後座安全帶。由於始終配置四速手排變速箱，油耗表現亦不突出。因為二三十年來市場上未曾出現同級車競逐，原廠一直沒有升級此車款，只有在1998年和2004年些微修改過頭燈、尾燈和保險桿的造型而已。另一方面，這款車也因為構造簡單，維修費用相對便宜。
2006年巴基鈴木公司推出CNG車型，直到2012年2月巴基斯坦當局下令禁止才停售。為了符合Euro-II汽車廢氣排放標準，巴基鈴木公司將F8B型引擎自化油器改為EFi電子單點燃油噴射，點火系統也隨著改成CDI電容放電式點火，並於2012年7月起開始供應新車型。2015年9月因為義大利藍迪·倫佐公司在巴國設廠製造CNG套件，使得該國政府重新開放允許，所以原廠重新推出CNG套件，讓消費者加價選購。
2017年4月10日起，巴基鈴木公司宣佈調漲價格，但新增電子晶片防盜系統、SRS輔助安全氣囊等安全配備。

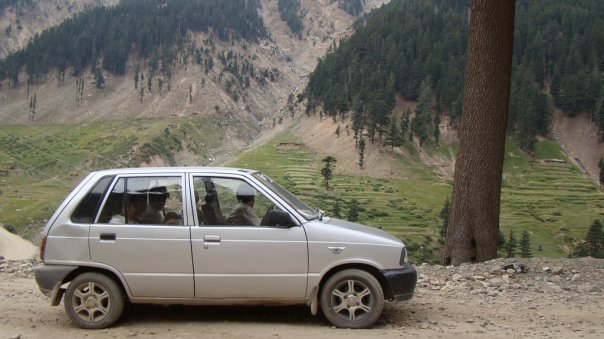

## 外部連結
- （英文）官方網站